# لالان (شمیرانات)
لالان یا لالون از روستاهای دهستان رودبار قصران بخش رودبار قصران شهرستان شمیران استان تهران ایران است. به علت وجود گل‌های لاله، به این روستا لالگون، یا لالون گفته می‌شود، و دارای چشمه آب گازدار طبیعی است که بومی‌ها به آن چشمه تلخاب می‌گویند. این روستا زادگاه خواننده مرحوم مشهور زن مرضیه است.

## جمعیت
جمعیت این روستا بر اساس سرشماری سال ۱۳۸۵ حدود ۶۶۵ نفر در ۱۸۳ خانوار بوده است و در سال ۹۵ حدود ۱۱۳۵ نفر بوده است. اهالی لالان  به گویش قصرانی زبان مازندرانی صحبت می کنند.

## زبان
مردم روستای لالان به گویش قصرانی زبان مازندرانی صحبت می کنند.
البته زبان رایج در لالان مانند اوشان، فشم و لواسان، کاملاً تاتی نیست و زبان مازندرانی بسیار در آن نفوذ یافته است. گویش مردم لالان به گویش روستاهای امامه، زایگان، آبنیک، گرمابدر، میگون و شمشک در قصران بسیار نزدیک است. نفوذ مازندرانی در زبان تاتی قصران به این دلیل است که قصران در گذشته تحت حاکمیت طبرستان قرار داشته اما در تقسیمات کشوری معاصر جزو استان تهران محسوب می‌شود.حسین کریمان در جلد دوم کتاب قصران کوهسران آورده است :منطقه قصران باستانی شامل مناطق لاوشان، فشم، شمشک، گاجره و روستاهای کوهپایه‌ای توچلال تا مناطق غربی رودخانه جاجرود. زبان عمومی مردم قصران لهجه‌ای از زبان باستانی پهلوی است که زبان طبری یا مازندرانی، که از ریشه‌ی زبانهای دیرین ایرانی است، و عربی و اندکی ترکی، بدان درآمیخته و از زبان دری نیز در قرون اسلامی تاثیر یافته است، و هر چه از ری به مازندران نزدیک تر شوند بر میزان لهجه‌ی مازندرانی به همان نسبت افزوده می‌شود، چنانکه در لهجه‌ی میگون و شهرستانک و لالان و زایگان و روته و گرمابدر و شمشک و دربندسر لهجه‌ی مازندرانی غلبه دارد .